# 바이엘 극장
바이엘 극장은 TBC (동양방송)에서 1965년 5월 13일부터 1965년 7월 29일까지 매주 목요일에 방영된 주간 단막극이다.

## 작품 리스트

### 1965년
| 제목               | 극본   | 연출   | 방송 기간 | 방송 횟수 |
| ------------------ | ------ | ------ | --------- | --------- |
| 《이중 살인》      | 이경재 | 최상현 | 5월 13일  | 1         |
| 《행방 없는 사체》 | 김회청 | 이기하 | 5월 20일  | 1         |
| 《끈덕진 복수》    | 유호   | 이기하 | 5월 27일  | 1         |
| 《정부》           | 이성재 | 최상현 | 6월 3일   | 1         |
| 《명동 살인사건》  | 이경재 | 이기하 | 6월 10일  | 1         |
| 《동서생활》       | 신봉승 | 최상현 | 6월 17일  | 1         |
| 《용의자》         | 임회신 | 최상현 | 6월 24일  | 1         |
| 《위자료》         | 신봉승 | 최상현 | 7월 1일   | 1         |
| 《알리바이》       | 이경재 | 황은진 | 7월 8일   | 1         |
| 《누명을 써라》    | 신봉승 | 황은진 | 7월 15일  | 1         |
| 《형법 257호》     | 이경재 | 황은진 | 7월 22일  | 1         |
| 《차거운 양지》    | 신봉승 | 황은진 | 7월 29일  | 1         |